# Newnan, Georgia
Newnan là một thành phố ở Metro Atlanta và là quận lỵ của Hạt Coweta, Georgia, nằm cách khoảng 40 dặm (64 km) về phía tây nam của Atlanta. Dân số ở đây là 33.039 theo một cuộc điều tra dân số năm 2010, tăng từ 16.242 vào năm 2000, với tốc độ tăng trưởng 153,1% trong thập kỷ đó.

## Lịch sử

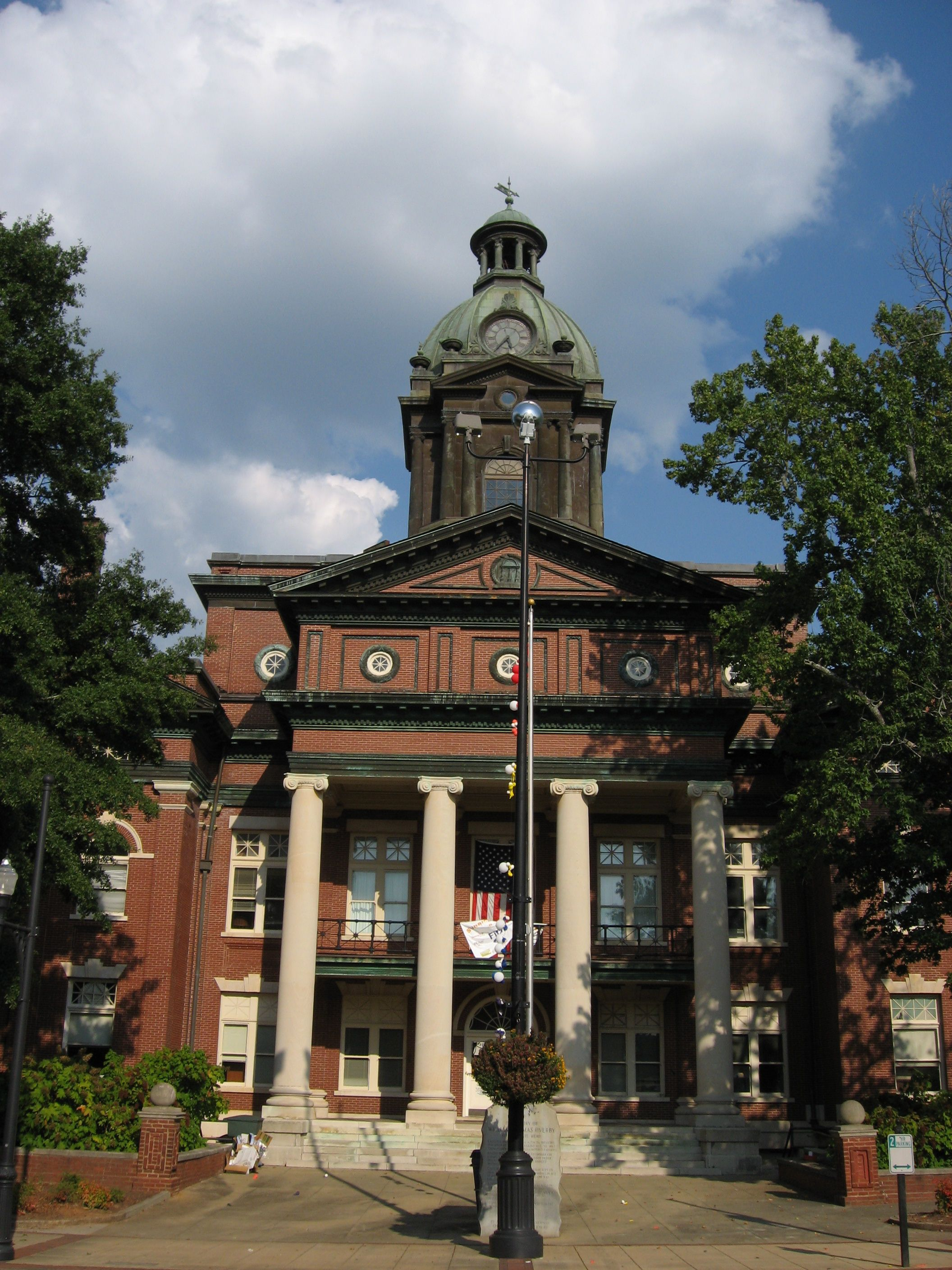
Tòa án Hạt Coweta

Newnan được thành lập như là quận lỵ của Hạt Coweta vào năm 1828 và được đặt theo tên Tổng thống Bắc Carolin là Daniel Newnan. Nó nhanh chóng trở thành một khu vực thịnh vượng thu hút các luật sư, bác sĩ, các chuyên gia khác và các thương gia đến ở. Phần lớn sự thịnh vượng của Newnan là do ngành công nghiệp bông phát triển mạnh, dựa vào chế độ nô lệ.
Newnan gần như không bị ảnh hưởng bởi cuộc Nội chiến.
Kiến trúc sư nổi tiếng Kennon Perry đã thiết kế nhiều ngôi nhà theo kiểu thế kỷ 20 cho thị trấn.
Thành phố này là một trong số ít các thành phố của quận Georgia sở hữu một bảo tàng chủ yếu ghi lại lịch sử người Mỹ gốc Phi. Trung tâm nghiên cứu và bảo tàng di sản Mỹ gốc Phi hạt Coweta, còn được gọi là Caswell House, được khai trương vào tháng 7 năm 2003 do Ruby Caswell sở hữu. Bảo tàng nằm trên đường Farmer và trên một nghĩa trang nô lệ cũ. Nó đã thu thập hàng trăm hồ sơ gia phả của các gia đình bằng cách phỏng vấn người dân và thông qua các hồ sơ điều tra dân số. Bảo tàng cũng có các chỉ số thống kê dân số Coweta từ năm 1870 đến năm 1920. 
Thư viện đen đầu tiên trong quận là Thư viện Sara Fisher Brown. Được xây dựng vào những năm 1950, thư viện đã được chuyển đổi thành Trung tâm Hành động Cộng đồng vì sự Cải thiện. The Farmer Street Cemetery là nghĩa trang nô lệ lớn nhất ở miền Nam, và là nghĩa trang lớn nhất trong cả nước. Nó thuộc thành phố Newnan. 

## Địa lý

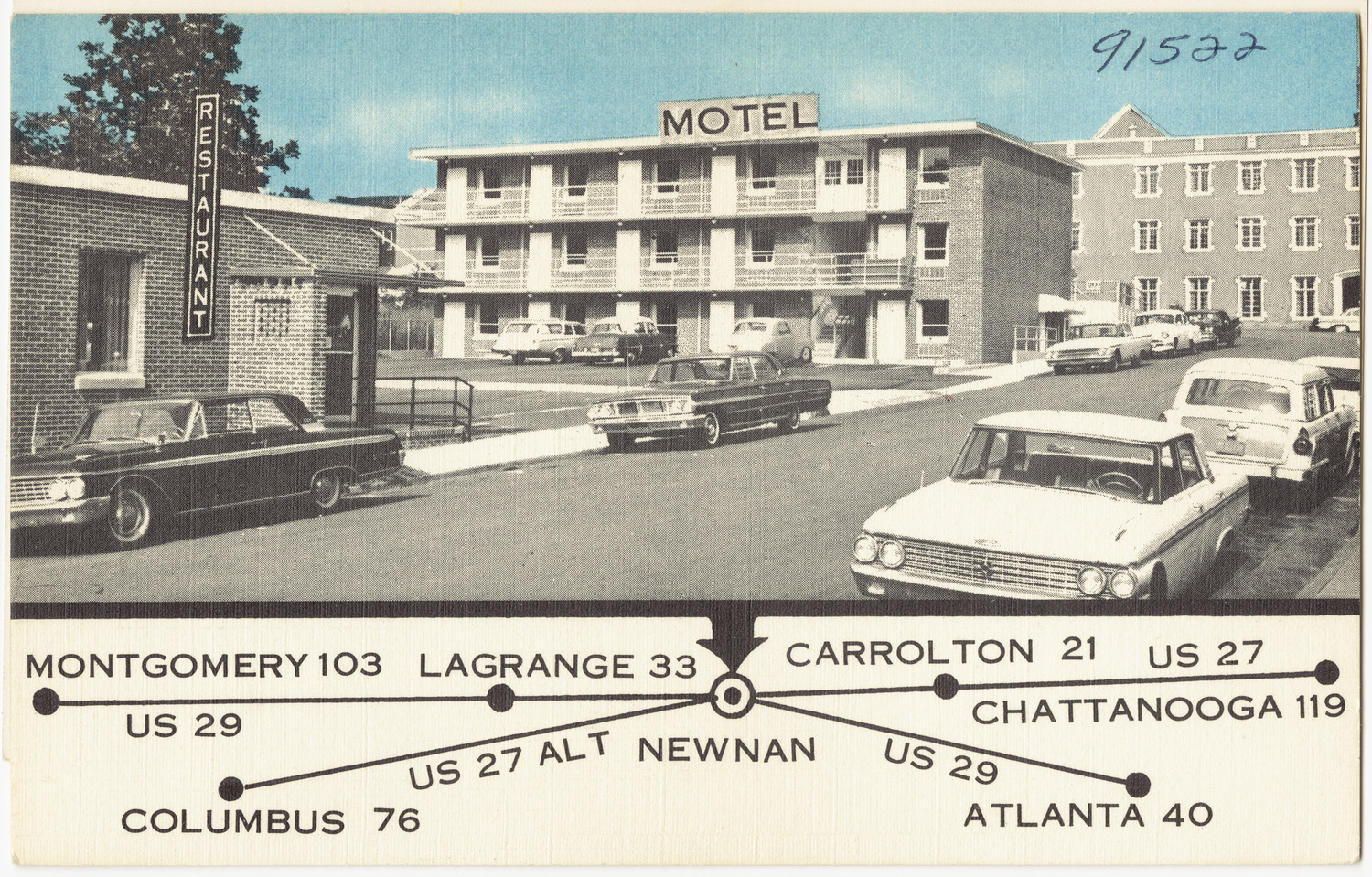
"Trái tim của Newnan Motel", bưu thiếp từ những năm 1960

Newnan nằm ở trung tâm hạt Coweta ở 33 ° 22′35 ″ N 84 ° 47′19 ″ W (33.376411, -84.788648). Newnan có Quốc lộ Hoa Kỳ 29 đi qua trung tâm của thành phố. 
Theo Cục Thống Kê Dân số Hoa Kỳ, Newnan có tổng diện tích là 18,6 dặm vuông (48,3 km2), trong đó 18,3 dặm vuông (47,4 km2) là đất và 0,35 dặm vuông (0,9 km2), hay 1,88%, là nước.

## Dân cư
Dân số của Newnan là khoảng 33.039 và dân số của Hạt Coweta là khoảng 127.400. Từ năm 2000 đến 2010, dân số của thành phố Newnan tăng 42,7% so với năm 1990-2000 trong khi Hạt Cowela tăng 65,7%. Tăng trưởng: Newnan tăng 30% từ năm 1990-2000 và năm 2000-2010 tăng 103,4%
Khí hậu: Khí hậu ôn hòa với nhiệt độ trung bình là 64,3 độ F (45,8 độ vào mùa đông và 79,1 độ vào mùa hè). Lượng mưa hàng năm là 51,84 inch. Tỷ lệ chủng tộc của thành phố là 57,8% người da trắng, 30,6% người Mỹ gốc Phi, 0,3% người Mỹ bản xứ, 2,8% người châu Á, 0,1% người dân đảo Thái Bình Dương, 5,6% từ một số chủng tộc khác, và 2,8% từ hai hoặc nhiều hơn chủng tộc. Người gốc Tây Ban Nha hoặc La tinh của bất kỳ chủng tộc nào chiếm 11,4% dân số. Có 13.783 hộ gia đình, trong đó 34,4% có trẻ em dưới 18 tuổi sống chung với bố mẹ, 42,5% là cặp vợ chồng chung sống với nhau, 17,7% là phụ nữ đơn thân và 33,4% không phải là gia đình. 28,6% hộ gia đình được tạo thành từ các cá nhân và 7,3% có người sống một mình 65 tuổi trở lên. Quy mô hộ trung bình là 2,61 và quy mô gia đình trung bình là 3,17. Trong thành phố, dân số có tỷ lệ là 30,8% dưới 19 tuổi, 7,8% từ 20 đến 24 tuổi, 29,8% từ 25 đến 44 tuổi, 21,9% từ 45 đến 64 tuổi, và 9,8% người từ 65 tuổi trở lên. Độ tuổi trung bình là 33,3 tuổi.
Thu nhập trung bình cho một hộ gia đình trong thành phố là $ 50,175 và thu nhập trung bình cho một gia đình là $ 64,615. Nam giới có thu nhập trung bình là $ 50,753 so với $ 39,691 đối với nữ giới. Thu nhập bình quân đầu người của thành phố là $ 19,081. Khoảng 17,3% gia đình và 22,0% dân số sống dưới mức nghèo khổ, trong đó 32,0% là những người dưới 18 tuổi và 5,7% là những người 65 tuổi trở lên. Nguồn: American Factfinder, ESRI